# Cédric Varrault
Cédric Varrault (Blois, 30 gennaio 1980) è un allenatore di calcio ed ex calciatore francese, di ruolo difensore.